# William Justin Kroll
William Justin Kroll, urodzony jako Guillaume Justin Kroll (ur. 24 listopada 1889, zm. 30 marca 1973) – luksemburski metalurg, najbardziej znany z procesu otrzymywania tytanu metalicznego z rud. Został on wynaleziony w 1940 r. i otrzymał nazwę procesu Krolla.
Kroll urodził się w komunie Esch-sur-Alzette w południowo-zachodnim Luksemburgu. Przed II wojną światową wyemigrował do Stanów Zjednoczonych, gdzie zapotrzebowanie na tytan było ogromne (głównie ze względu na zastosowania militarne). Pracował dla amerykańskiego Biura Kopalń (U.S. Bureau of Mines), poza tytanem zajmował się pierwiastkiem o podobnych własnościach chemicznych – cyrkonem. Zmarł w 1973 r. w Brukseli.